# Церква Богоматері (Трір)
49°45′21″ пн. ш. 6°38′35″ сх. д. / 49.7558° пн. ш. 6.64306° сх. д.

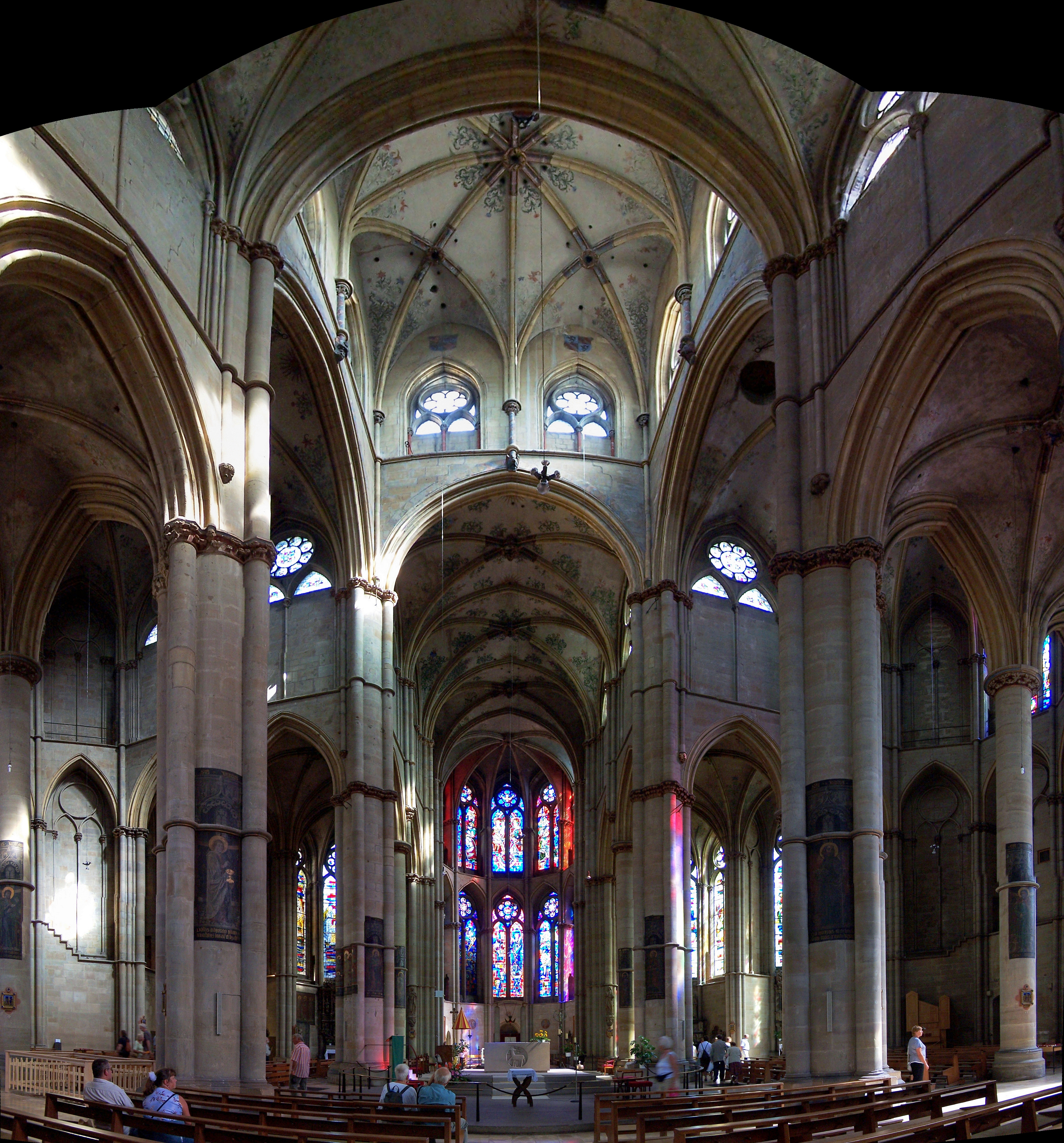
Церква Богоматері, головний вівтар від середхрестя

Церква Богородиці, Трір, Німеччина. Фіксаційний план

Церква Богоматері (Трір) (нім. Liebfrauenkirche (Trier)) — уславлений зразок готичної архітектури у місті Трір, один з найдавніших у Німеччині, що має досконалий поземний план. З 1986 року церква входить до списку Світової спадщини ЮНЕСКО.

## Передісторія
У середньовічній архітектурі німецьких князівств важливим періодом була саме романська архітектура. Рання готична архітектура тут довго співіснувала з романською архітектурою. Тому хронологічний кордон між ранньою та високорозвиненою готикою нечіткий, а низка храмових споруд має риси і романської, і готичної архітектури. Сама готична архітектура у свою чергу затрималась у німецьких князівстах до 16 ст., коли Нідерланди і Італія вже мали розвинену стилістику відродження.
У 13 столітті низка німецьких міст пережила будівельний бум, коли вибудували нові міські храми та активно перебудовували чи добудовували храми романської доби. Серед створених сакральних споруд цього періоду:
- Собор у місті Магдебург (початок 1209)
- Собор у місті Падерборн (початок 1225)
- Романський собор у місті Вецлар
- Собор у місті Наумбург (середина 13 ст.)
- Церква св. Єлизавети у місті Марбург (початок 1235)
- Собор у місті Кельн (початок 1248)

До переліку слід додати також низку відбудованих храмів, що належали цистерціанцям, міноритам, домініканцям.
Навіть серед різноманіття цих храмів церква Богоматері у місті Трір відрізнялась надзвичайно досконалим поземним планом, що увійшов пізніше у всі енциклопедичні видання. Але його автор-архітектор залишився невідомим.

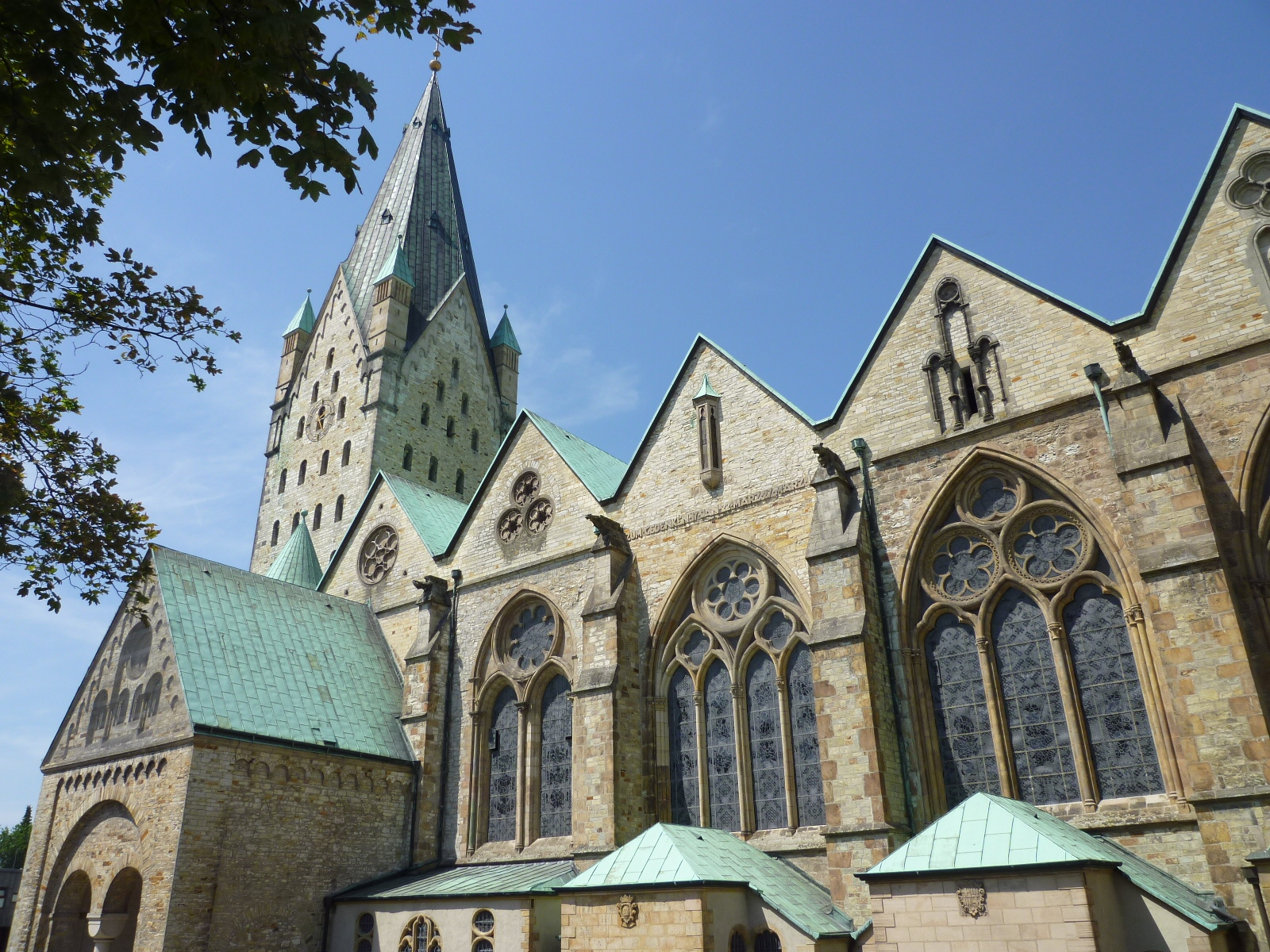
Собор у місті Падерборн, фото 2014
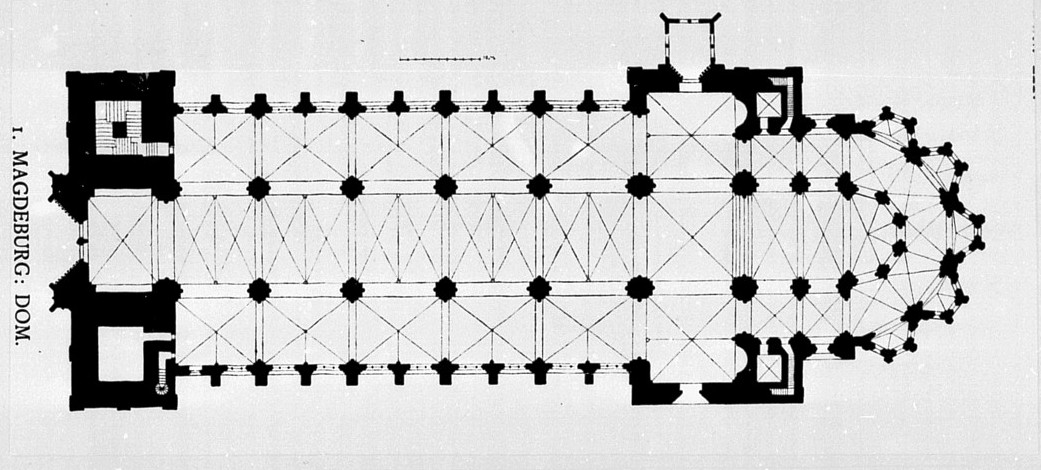
Собор у місті Магдебург, поземний план
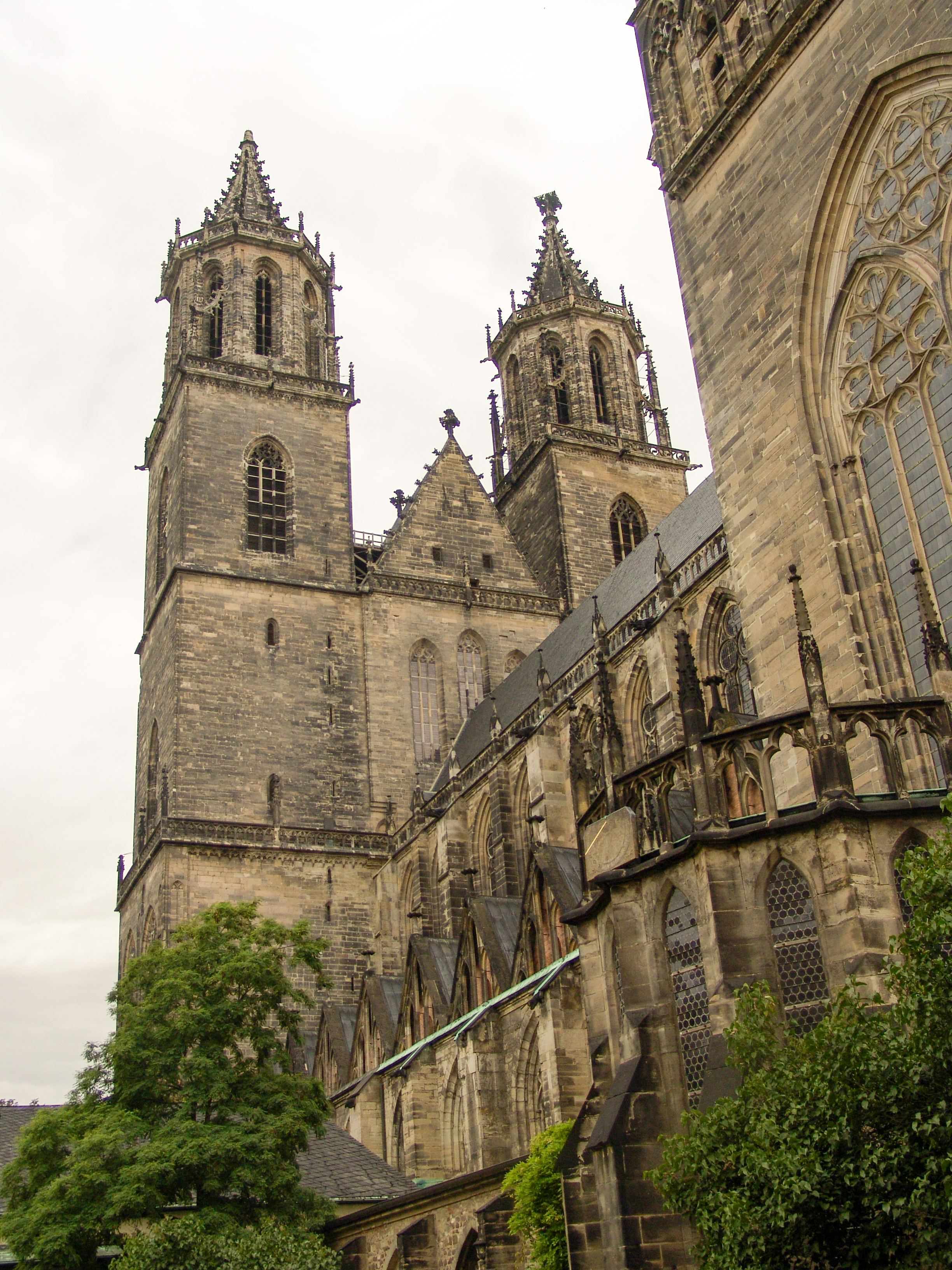
Магдебургський собор, фото 2009
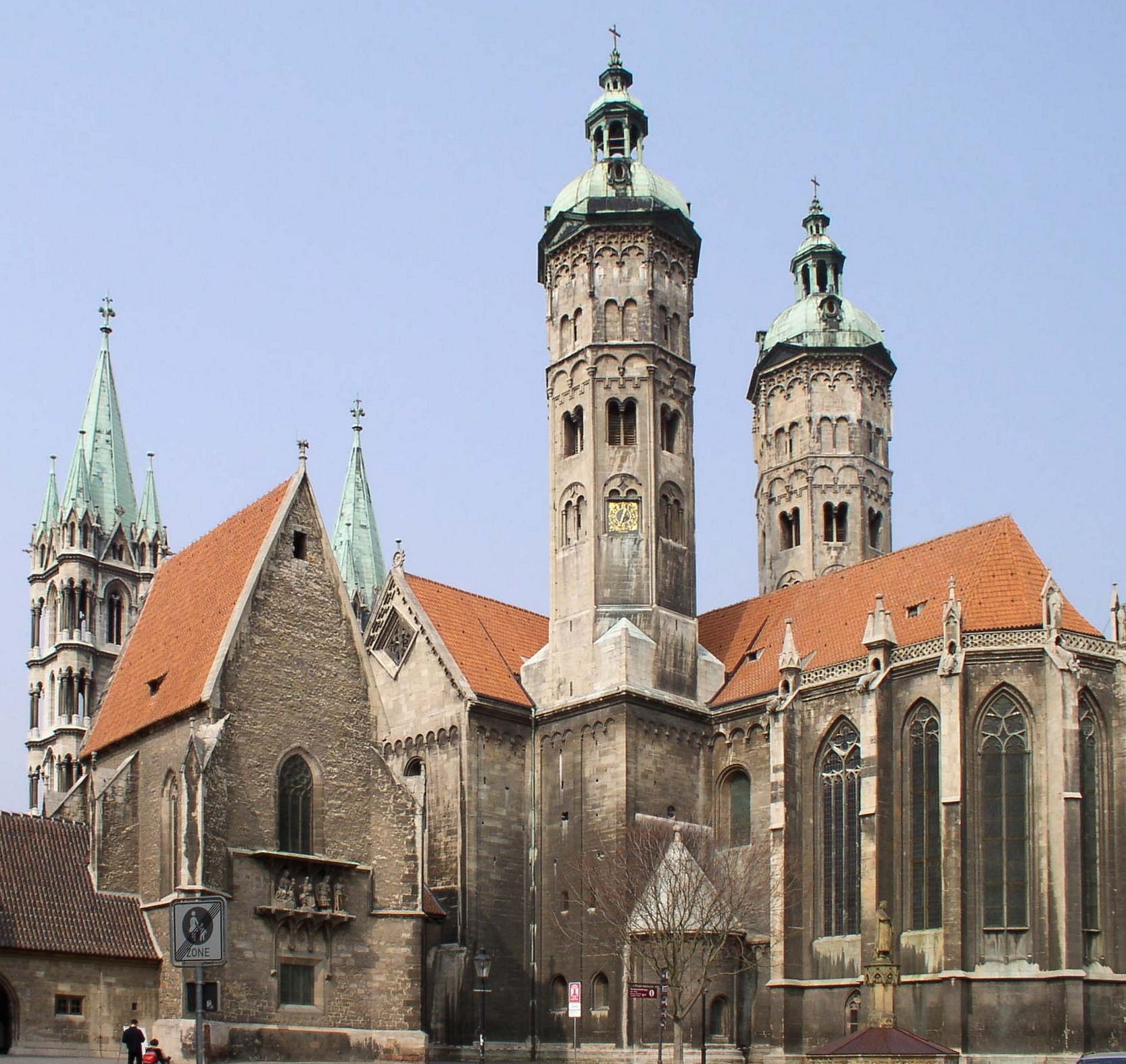
Наумбурзький собор святих апостолів Петра і Павла, фото 2008
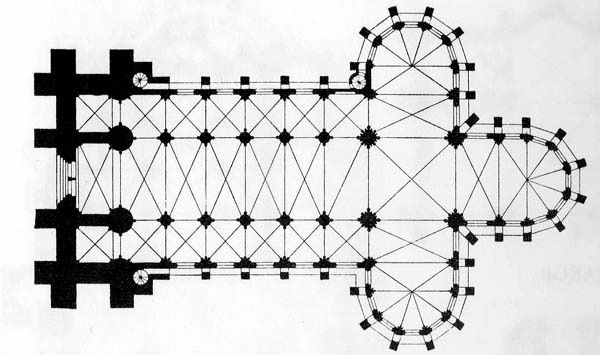
Церква св. Єлизавети у місті Марбург, поземний план
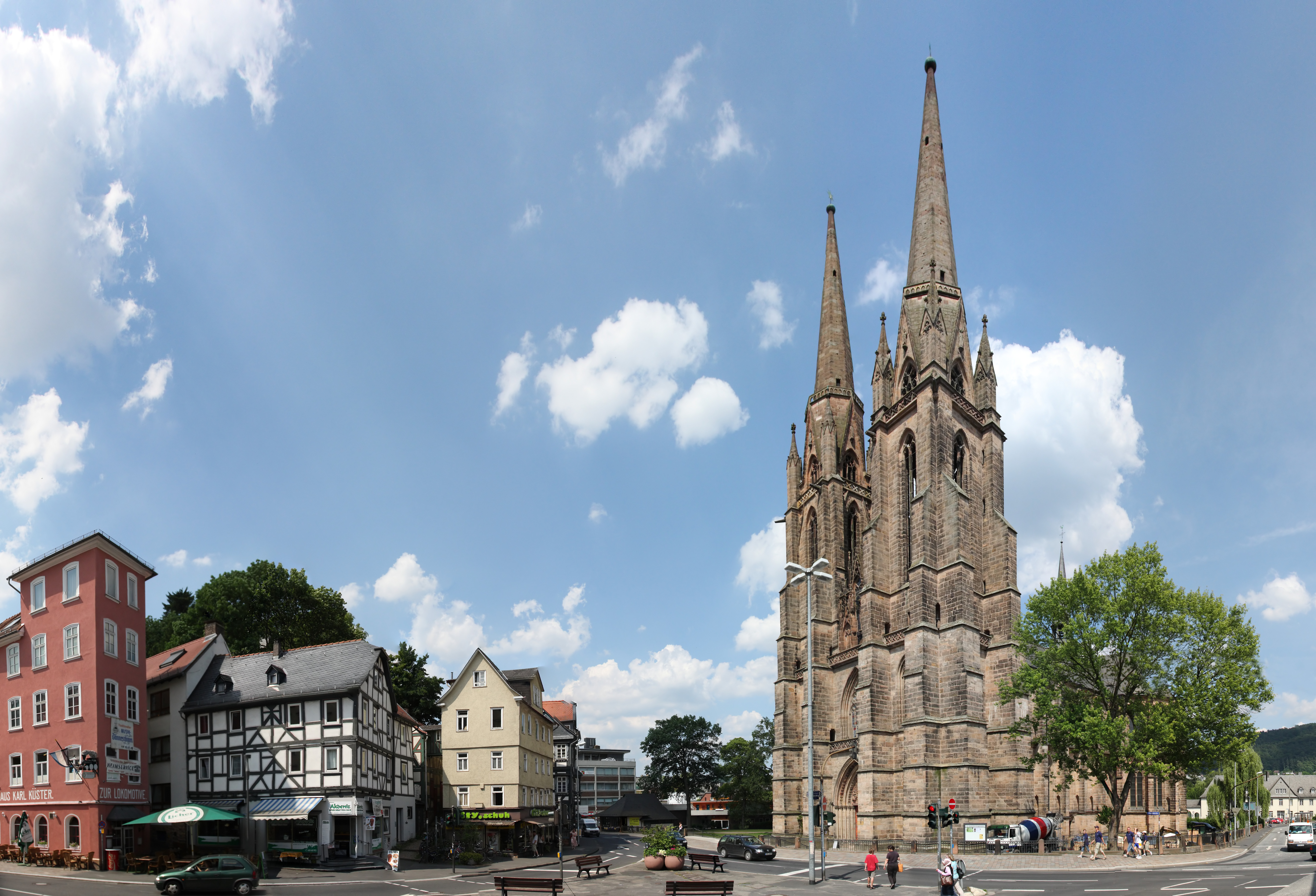
Церква св. Єлизавети у місті Марбург, фото 2008

## Побудова
Сучасна церква розташована впритул до міського собору. Колись її гострий шпиль перегукувався з готичними шпилями собору. Готичний шпиль церкви Богоматері проіснував до буревію 2 липня 1631 року, коли обвалився. Дах ремонтували, але шпиль не відновили, вкрили дахом-шатро. Обидва храми були пов'язані також літургічно.
Сама церква вибудована на місці колишньої давньоримської споруди доби імператора Костянтина Великого. Місце забудували ранньосередньовічною церквою, котру зруйнували 1200 року під нову споруду. Точної дати початку будівництва не збережено. За припущеннями, будівництво розпочали 1230 року після тривалого періоду підготовчих робіт за часів архієпископа Теодоріха фон Віде. Близько 1242 року гроші на будівництво закінчилися і спорудження храму припинили. Зупинку будівництва пов'язують також із смертю трірського архієпископа, що був головним керівником будівельної бригади.
На допомогу прийшов архієпископ з Кельна Конрад фон Гохштаден, що розпочав 1243 року нову кампанію по збору коштів. Будівництво відновили і воно тривало до 1260 року. Гострий шпиль над середхрестям був створений тільки 1492 року. Дах церкви постраждав у роки Другої світової війни. У 1945 році створили тимчасовий плаский дах. У 2003 році плаский дах замінили на чотирисхилий.

## Меморіальне використання
Церкву Богоматері тривалий час використовували для поховань. До кінця 18 століття тут скупчилася велика кількість поховань і надгробків. Місто Трір було захоплене вояками Наполеона Бонапарта, що активно створював на руїнах німецьких і італійських князівств власну імперію. Захоплене місто силоміць перевели на закони Франції. Радники Наполеона запровадили проект заборони поховань у церквах міст і створення кладовищ за мурами міст. Відповідно до цього закону з церкви Богоматері повиносили більшість історичних поховань.

## Орган церкви
Збережені відомості про орган, створений для церкви Богоматері майстром Генріхом Вільгельмом Брейденфельдом 1843 року. Музичний інструмент мав тридцять два (32) регістри і педаль. В роки Другої світової війни орган був настільки пошкоджений, що його визнали непринадним для реставрації.
В інтер'єрі церкви під час реставрації прибрали неоготичну галерею і відповідного місця для музичного інструмента не стало. За планом орган мали розмістити в інтер'єрі під південною стіною храму, роботи розпочали, але вони не були доведені до кінця. Створені там конструкції прибрали під час нової реставрації храму. Але від створення органа не відмовились. Його створили 1951 року. Інструмент пройшов нову реконструкцію 2011 року і отримав два мануали. Частини органа розмістили у різних частинах споруди.

## Архітектурні особливості
Церква має риси центричного храму, лише її вівтарна частина видовжена. Вона хрестоподібна за планом, а кути хреста використані для створення двох капличок. В плані зашифрована цифра дванадцять. Це символічний натяк на 12 пелюсток троянди (середньовічний символ Діви Марії), 12 колін Ізраїлевих, натяк на 12 апостолів. Всередині вільно стоять лише 12 колон.

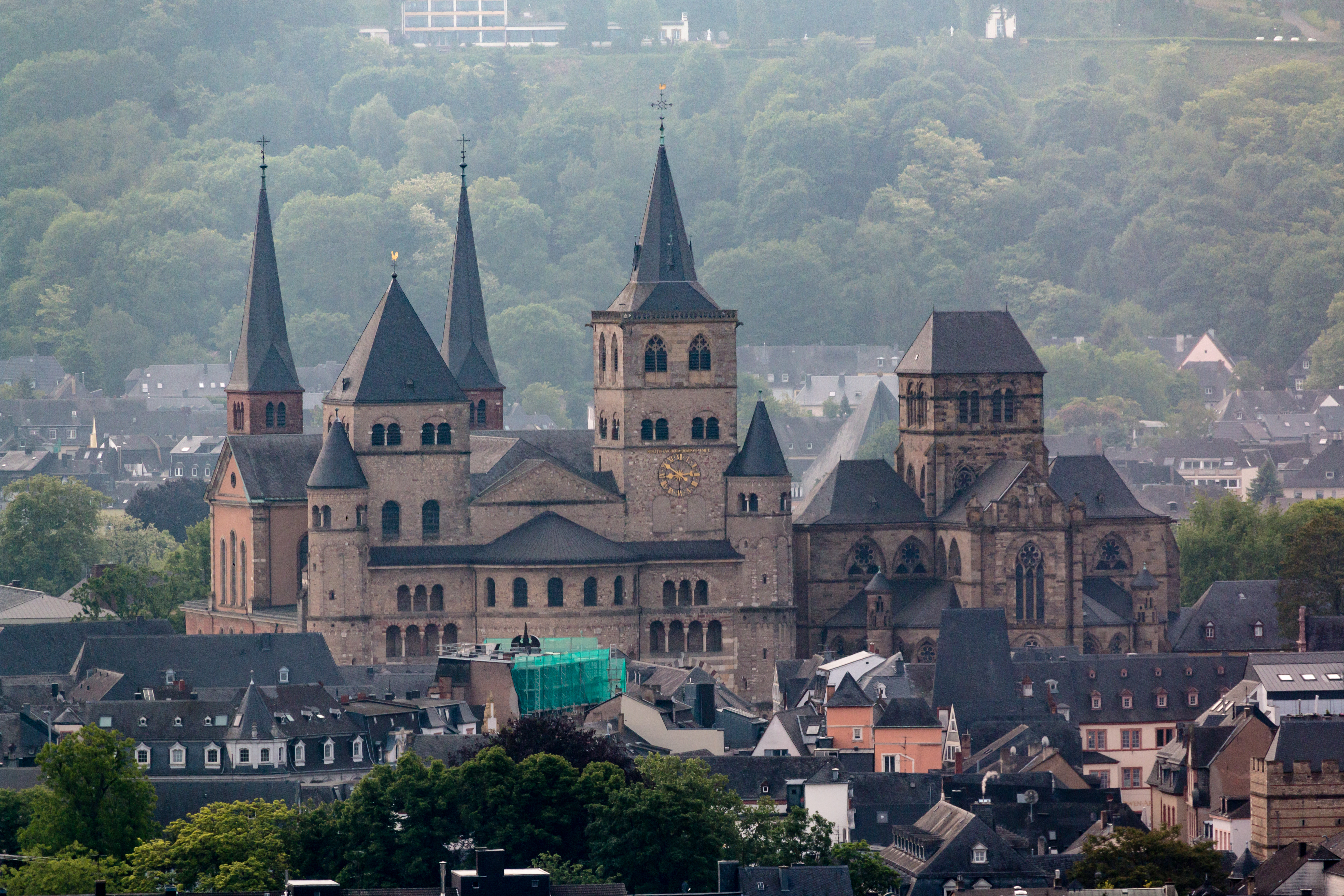
Міський собор (ліворуч) та церква Богоматері (праворуч) у панорамі міста Трір. Фото 2015
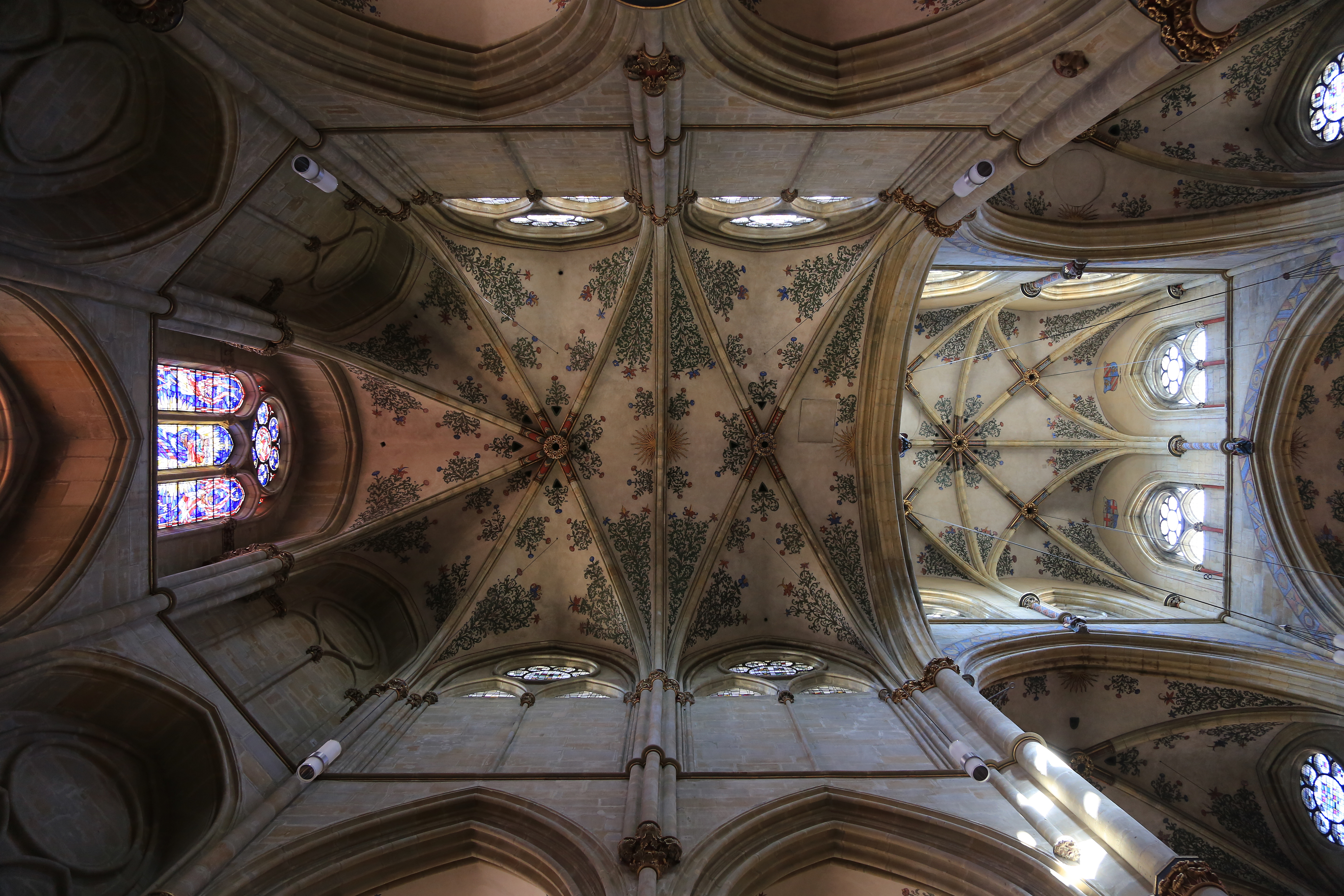
Склепіння вівтарної частини та середхрестя, фото 2013
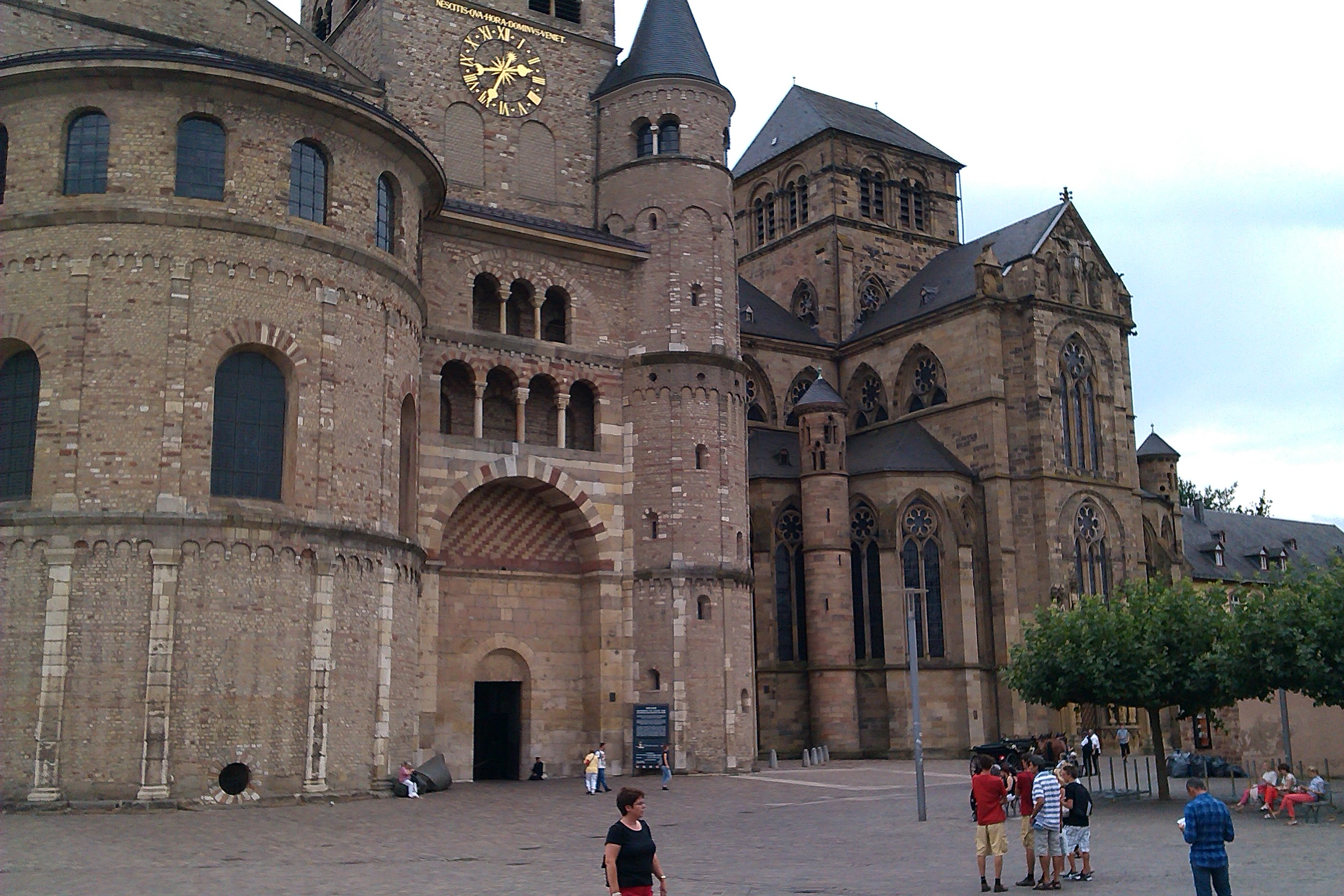
Площа з двома храмами, Трір. Попереду ліворуч знаходиться кафедральний собор, праворуч позаду — Церква Богоматері
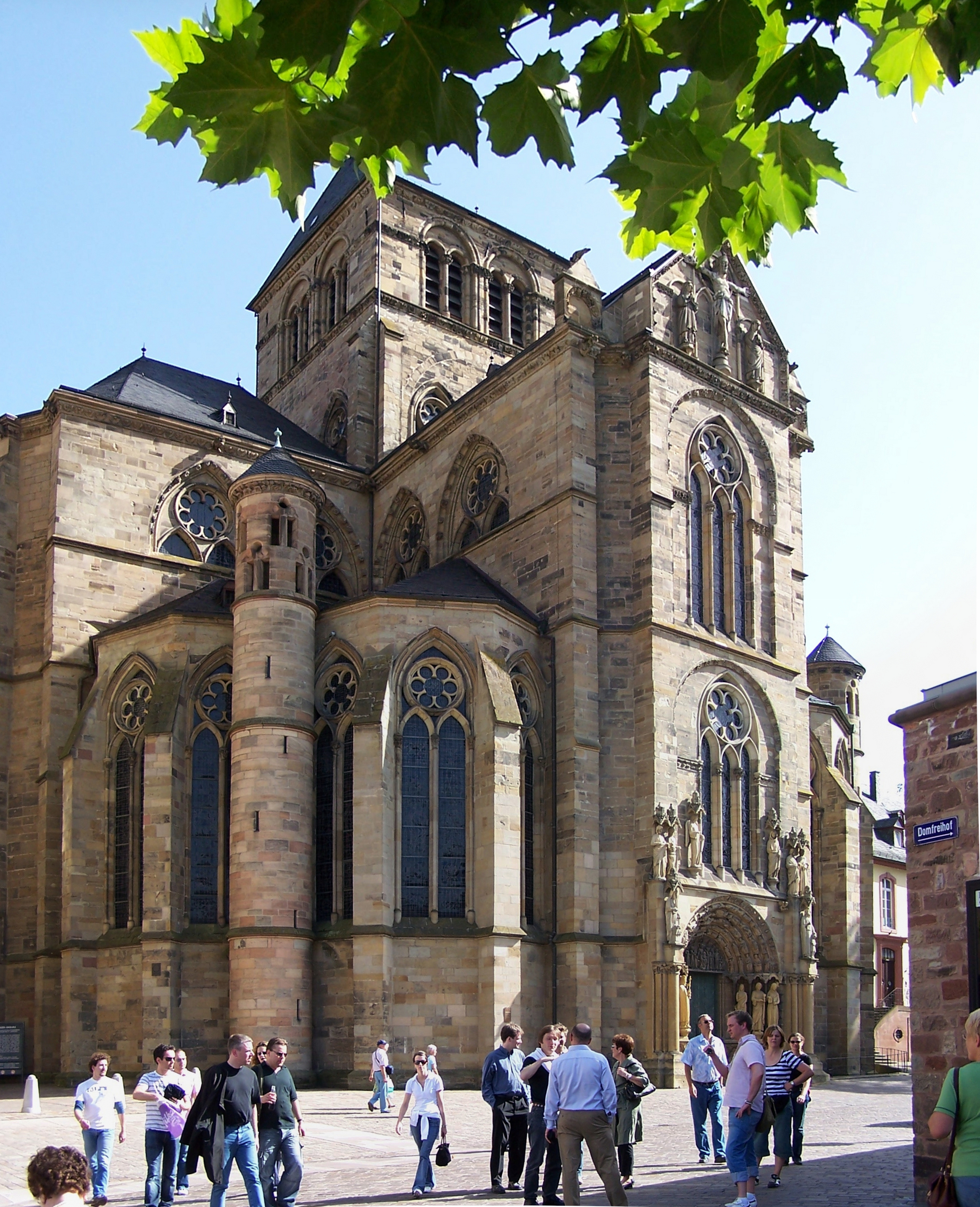
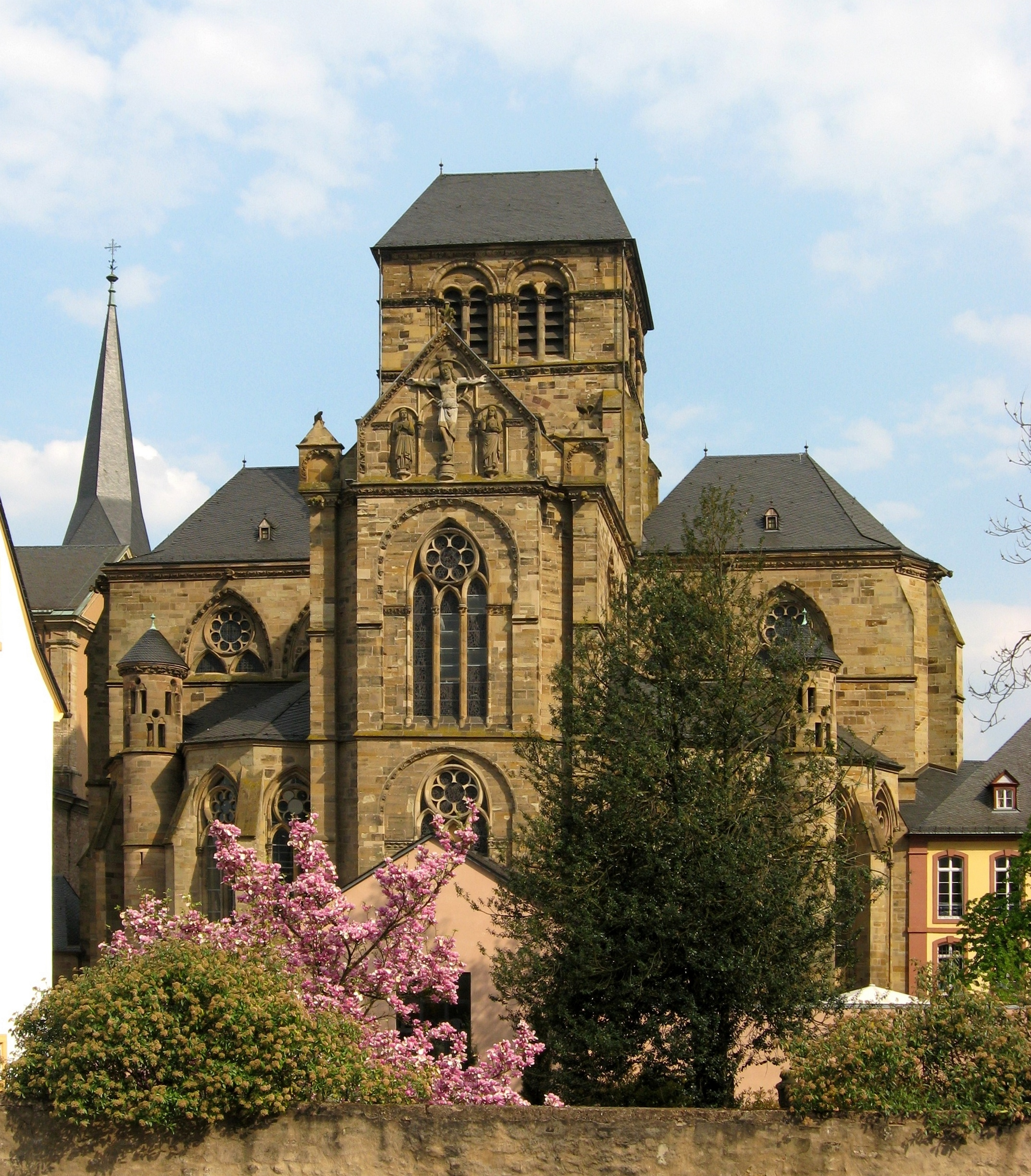
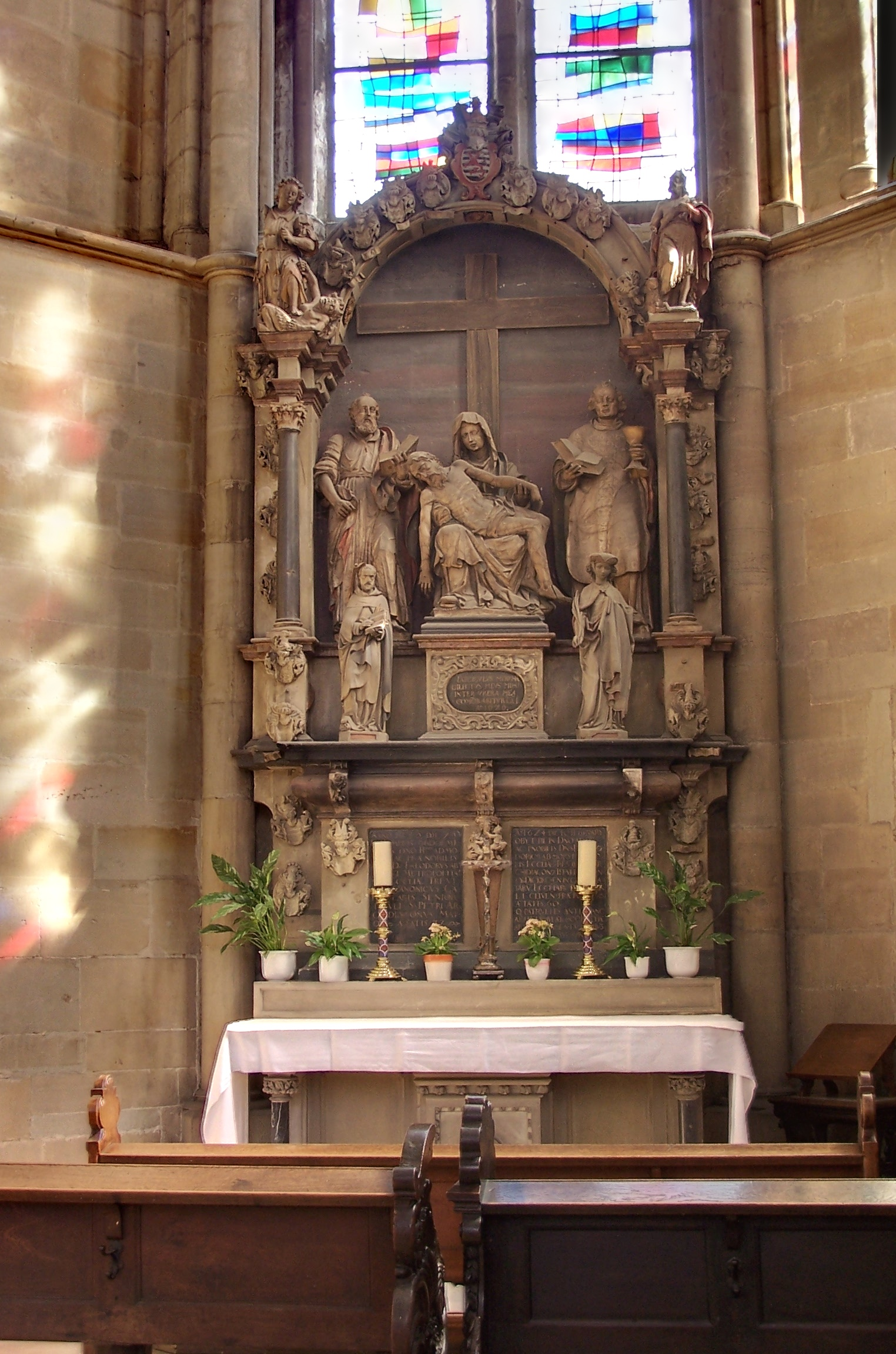
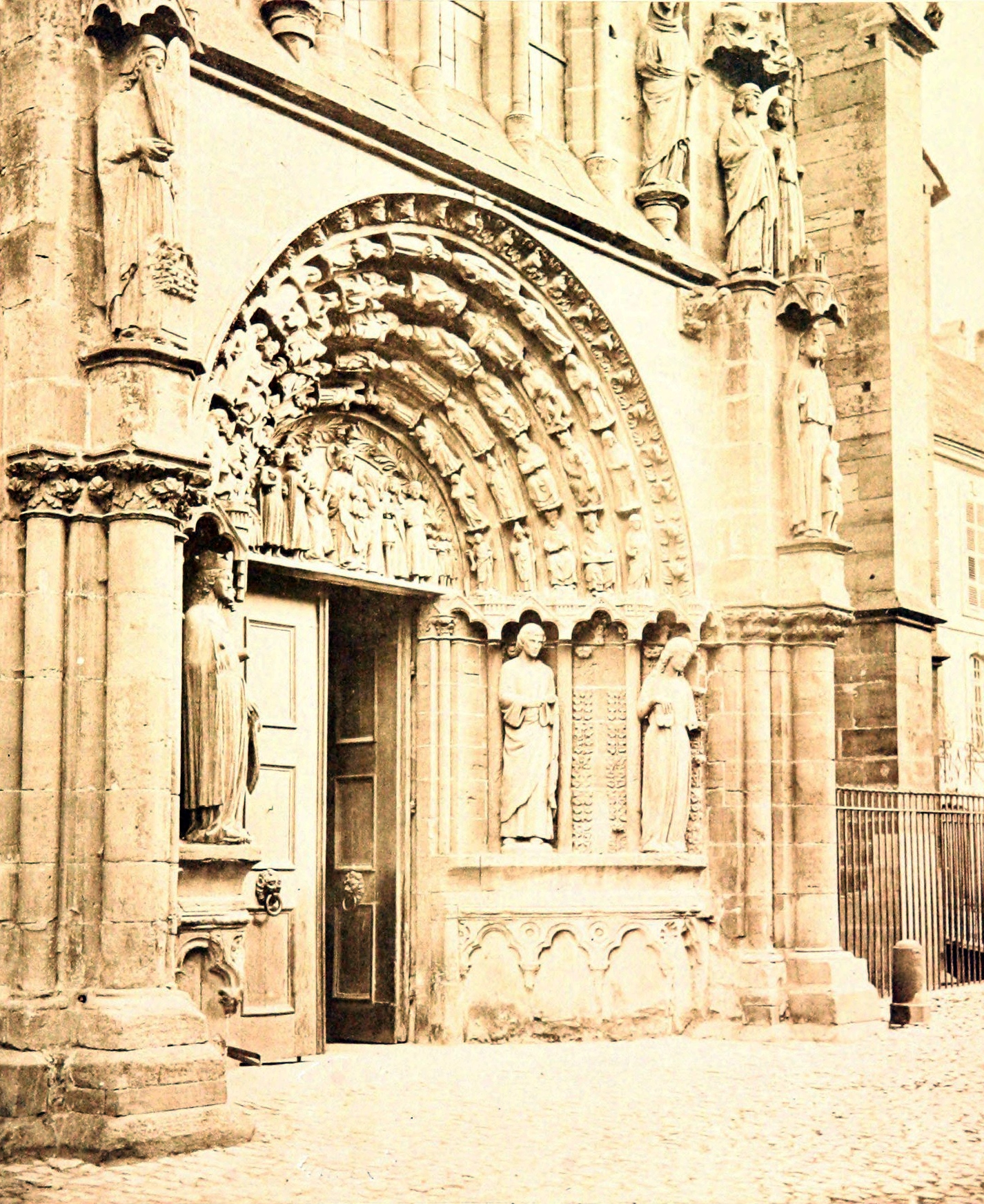
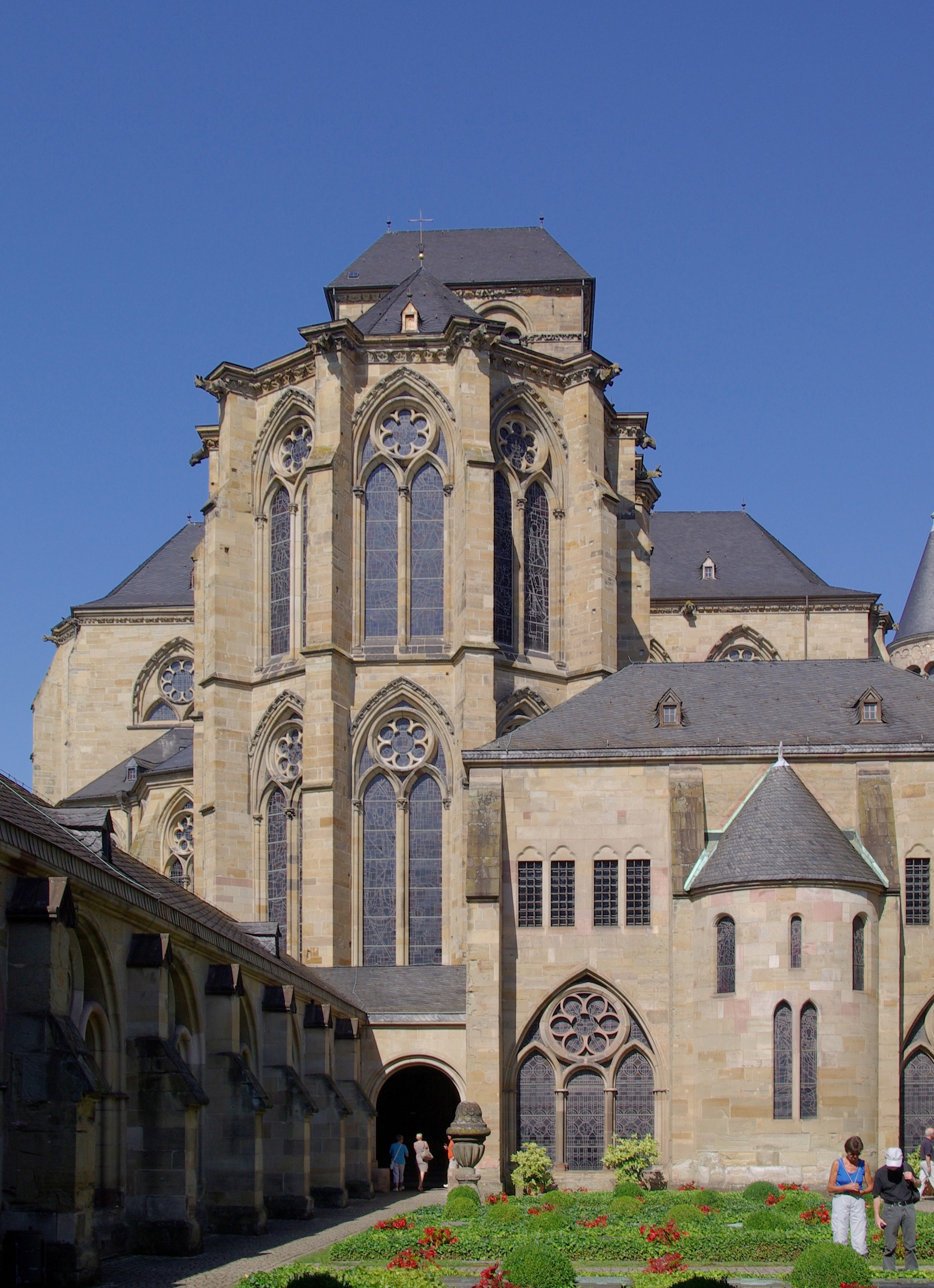
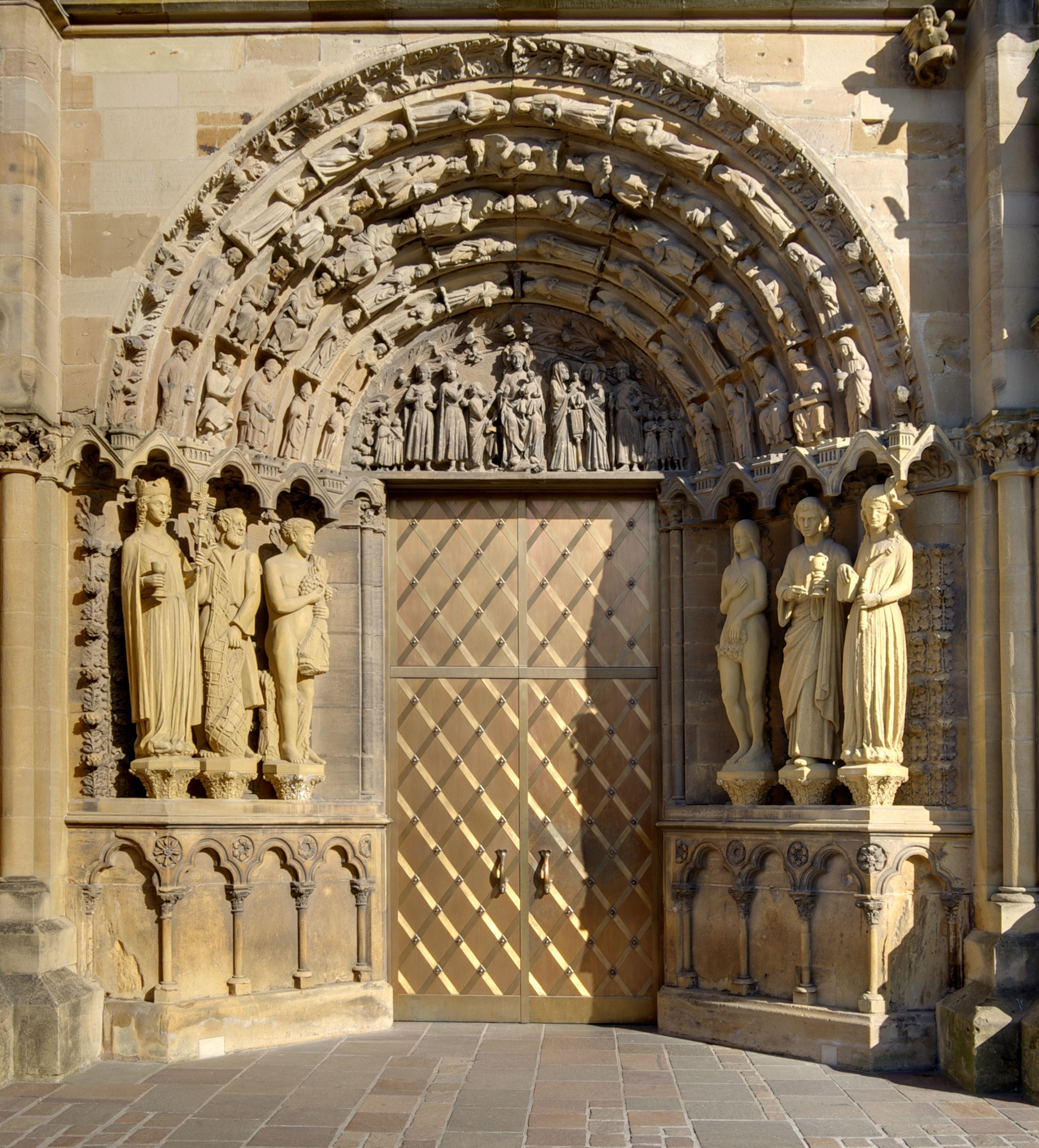
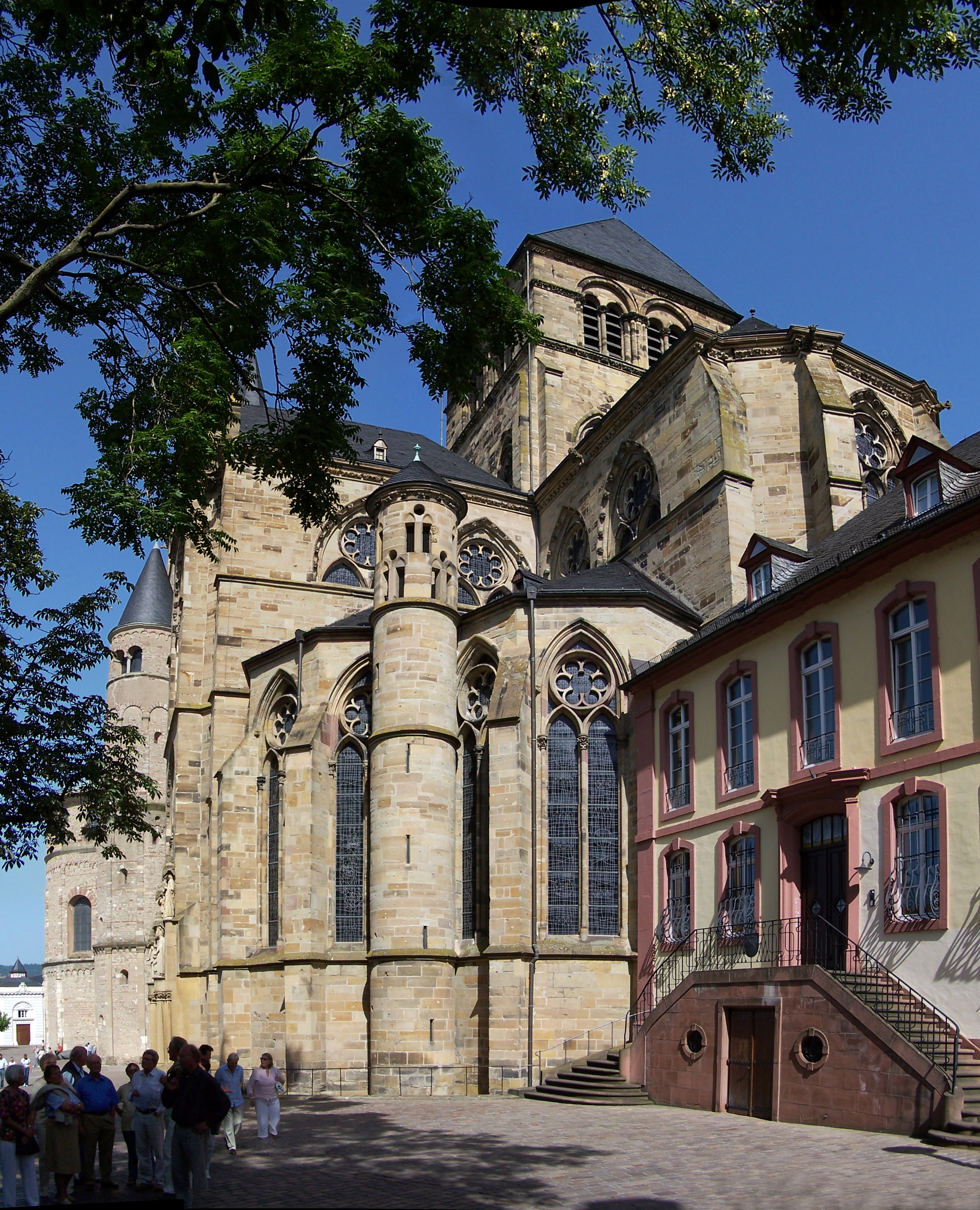
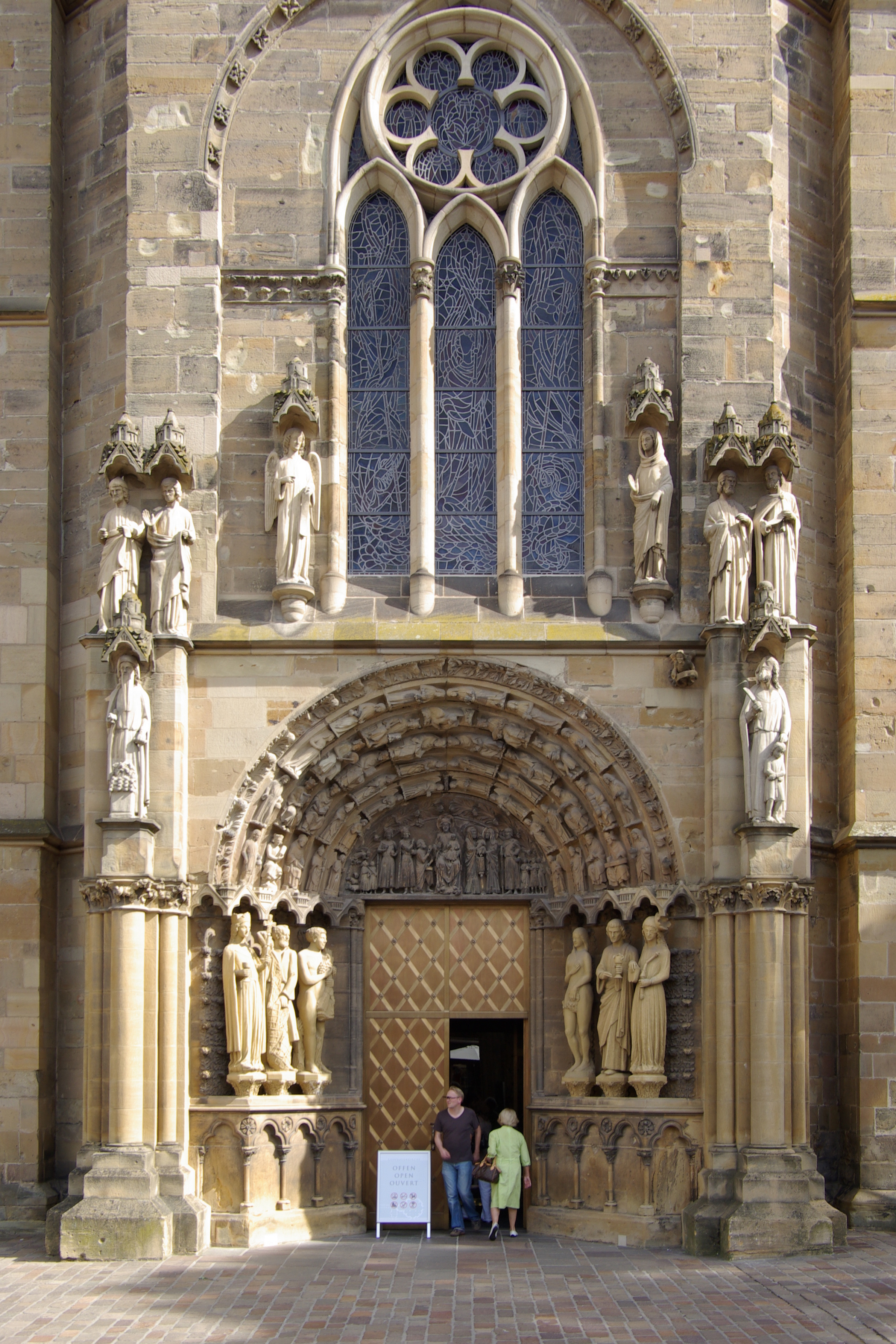